# Nocciolini di Chivasso
I Nocciolini di Chivasso (in piemontese: noasèt) sono minuscoli dolci a base di meringa e nocciole piemontesi, tipici della cittadina di Chivasso, nel Canavese, e sono riconosciuti come Prodotto Agroalimentare Tradizionale (P.A.T.) italiano. Non vanno confusi con i Nocciolini di Canzo, che sono una specialità protetta della Regione Lombardia.

## Storia
I Nocciolini nacquero verso il 1850 ad opera del pasticcere Giovanni Podio. In origine si chiamavano Noisettes (nocciole in francese) o, in lingua piemontese Noasèt. Ernesto Nazzaro, genero di Giovanni Podio, portò i Nocciolini all'Esposizione Universale del 1900, che aveva sede a Parigi, e a quella di Torino del 1911. I dolcini ottennero un successo enorme, tanto che nel 1904 Nazzaro ottenne il brevetto col relativo marchio di fabbrica rilasciato dal ministero del commercio del Regno d'Italia.
La fama dei Nocciolini aumentò quando, sia Vittorio Emanuele III di Savoia che i duchi di Genova, concessero all'intraprendente produttore il titolo di “fornitore della Real Casa”.
Durante il regime fascista il nome fu italianizzato in Nocciolini.

## Formato e accompagnamento
I Nocciolini tradizionali sono grossi quanto un'unghia ed hanno la forma di una mezza cupola o di una piccola goccia. Recentemente ne è nata una versione gigante (3–4cm): i cosiddetti Noccioloni.
Sono composti esclusivamente di nocciole della varietà Tonda gentile delle Langhe sgusciate e tostate, zucchero e albume d'uovo: la pasta che se ne ricava viene fatta colare a goccia su una placca da forno e qui cotta.
I Nocciolini sono quindi friabili, fragili e soggetti all'umidità. Tradizionalmente venivano venduti in scatole di latta; successivamente iniziarono ad essere venduti in pacchetti di carta rosa o celeste, cilindrici, lunghi e stretti, che ne resero più facile il trasporto e che contribuirono a diffonderli nel mondo.
Si accompagnano allo zabaione e l'abbinamento è tanto amato che esiste persino una confraternita dël Sambajon e djj Nocciolini. A Chivasso se ne ricavano, inoltre, torte e gelati.

## Abbinamenti consigliati

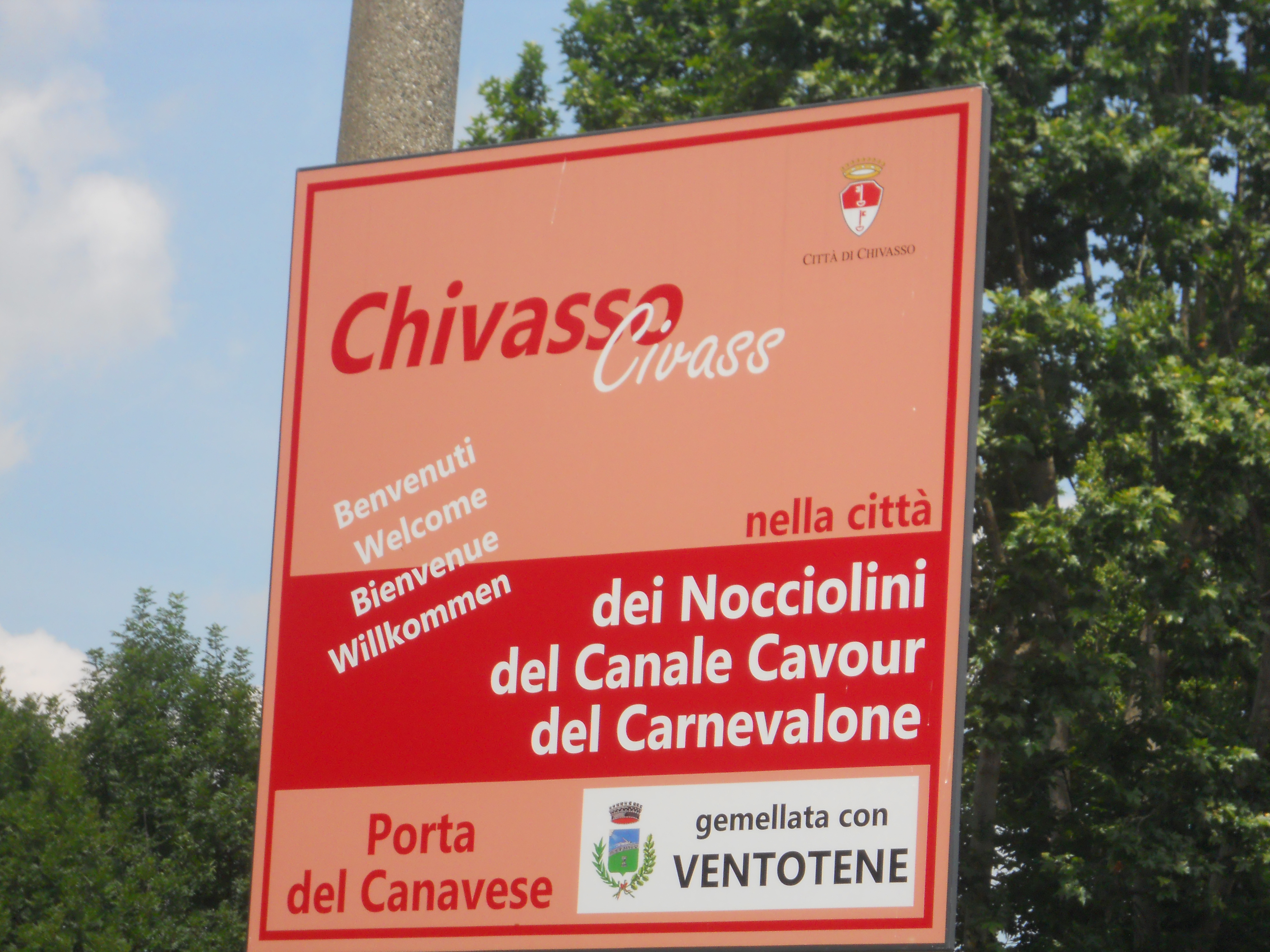
Cartello indicatore in cui vengono elencate le specialità di Chivasso

- Erbaluce di Caluso DOCG metodo Classico e Caluso Passito DOCG.
- Alta Langa spumante rosato[3], ben freddo, ad una temperatura di 9 °C. I nocciolini di Chivasso si possono immergere nello spumante rosato d'Alta Langa conferendo ai nocciolini stessi un retrogusto regale di vaniglia.